# Malus jinxianensis
Malus jinxianensis är en rosväxtart som beskrevs av J.Q. Deng och J.Y. Hong. Malus jinxianensis ingår i släktet aplar, och familjen rosväxter. Inga underarter finns listade i Catalogue of Life.